# اینجا کسی نمی‌میرد
اینجا کسی نمی‌میرد فیلمی به کارگردانی حسین کندری، نویسندگی بهار کاتوزی و تهیه‌کنندگی عباس رافعی و سینا سعیدیان محصول سال ۱۳۹۴ است.
این فیلم در تاریخ ۲۱ شهریور ۱۳۹۵ در سینماهای ایران اکران شد.

## داستان
اشکان (هومن سیدی) به عنوان سرباز مسئول نگهبانی دادن در یک پست مرزی نزدیک عراق می‌شود. هیچ‌کس در آن منطقه زندگی نمی‌کند. اما اشکان روزی یک دختر روستایی را از دور دست می‌بیند و ..

## بازیگران
- رضا بهبودی در نقش قاسم
- هومن سیدی در نقش اشکان
- بهار کاتوزی در نقش روژین/دختر روستایی
- مهدی حسینی‌نیا در نقش مرد روستایی